# تئوفیلو استونسون
تئوفیلو استونسون (به اسپانیایی: Teófilo Stevenson) ورزشکار مرد رشتهٔ مشت‌زنی اهل کشور کوبا است. وی در بین سال‌های ‎۱۹۷۲ تا ۱۹۸۰ میلادی در مسابقات بازی‌های المپیک تابستانی در مجموع ۳ مدال طلا را کسب کرد.